# Bundism
Bundism was een seculiere Joodse socialistische beweging, waarvan de organisatorische manifestatie  het Algemene Joodse Arbeidersbond in Litouwen, Polen en Rusland (Jiddisch: רוסלאַנד, Algemeyner Yidisher Arbeter Bund in Litah, Poyln un Rusland) was, gesticht in het Russische Rijk in 1897. 
De Joodse Arbeiderspartij was een belangrijk onderdeel van de sociaaldemocratische beweging in het Russische Rijk tot de Russische Revolutie van 1917; de Bundisten verzetten zich aanvankelijk tegen de Oktoberrevolutie, maar steunden het uiteindelijk vanwege pogroms gepleegd door het Vrijwilligersleger van de Witten-beweging tijdens de Russische Burgeroorlog.  Verdeeld langs communistische en sociaaldemocratische lijnen gedurende de Burgeroorlog, steunde een fractie de Bolsjewieken en werd uiteindelijk opgenomen door de Communistische Partij.
De anticommunistische socialistische Bundistische beweging bleef bestaan als een politieke partij in onafhankelijk Polen tijdens het interbellum als de Algemene Joodse Arbeiderspartij in Polen, en werd een belangrijke, zo niet de belangrijkste, politieke macht binnen het Poolse Jodendom.  Bundisten waren actief in de anti-nazistrijd en veel van hun leden werden gedood tijdens de Holocaust.
Na de oorlog werd de Internationale Joodse Arbeidsbond, of officieel de Raad Wereldcoördinatie van de Joodse Arbeidsbond, opgericht in New York, met gelieerde groepen in Argentinië, Australië, Canada, Frankrijk, Israël, Mexico, het Verenigd Koninkrijk, de Verenigde Staten en andere landen.

## Ideologie

### Marxisme
Hoewel de Joodse Arbeidsbond zowel een vakbond als een politieke partij was, was het oorspronkelijke doel het organiseren van een joods proletariaat in Rusland, Polen en Litouwen.

### Nationaal-cultureel autonomisme
De Joodse Arbeidsbond pleitte niet voor etnisch of religieus separatisme, maar richtte zich op cultuur, niet op een staat of een plaats, als de lijm van de Joodse natie, in de context van een wereld van multiculturele en multi-etnische landen.  Hierin leenden de Bundisten uitgebreid van het austromarxistische concept van nationale persoonlijke autonomie; deze benadering vervreemdde de Bolsjewieken en Lenin, die spottend waren en politiek tegen het Bundisme gekant waren.

### Verzet tegen het zionisme

#### Vóór de oprichting van de staat Israël
De Joodse Arbeidsbond als organisatie werd tegelijkertijd met de Wereld Zionistische Organisatie gevormd.  De Bund verzette zich vervolgens sterk tegen het zionisme, ze betoogde dat emigratie naar Palestina een vorm van escapisme was.  Na de Joodse Gemeenschappelijke Verkiezingen van 1936 in Warschau, maakte Henryk Ehrlich een scène door de zionistische leiders Yitzhak Gruenbaum en Ze'ev Jabotinsky verantwoordelijk te houden voor de recente antisemitische agitatie in Polen vanwege het aanmoedigen van Joodse emigratie in Palestina.

#### Na 1947
De Bond was tegen de stemming van de AVVN over de verdeling van Palestina en bevestigde opnieuw zijn steun voor één enkel tweestatenland dat gelijke nationale rechten voor de Joodse en Arabisch-Palestijnse bevolking zou garanderen en dat het onder de controle zou zijn van grootmachten en de VN.
Tijdens de Tweede Wereldconferentie van de Internationale Joodse Arbeidsbond in 1948 te New York veroordeelde de bond de proclamatie van de zionistische staat.  De conferentie was voorstander van een staat met twee naties, gebouwd op basis van nationale gelijkheid en democratisch federalisme.
Een tak van de Bond werd in Israël in 1951 opgericht genaamd de Arbeter-ring in Yisroel – Brith Haavoda, die ook deel nam in de Knesset-verkiezingen van 1959, met een zeer lage resultaaten. Het orgaan van de Bond, genaamd Lebns Fregyn, werd nu nog steeds gepubliceerd is daarmee een van de weinige linkse Jiddische publicaties.

Tijdens de Derde Wereldconferentie van Montreal van de Internationale Bond in 1955 werd besloten dat de oprichting van de Joodse staat een belangrijke gebeurtenis in de Joodse geschiedenis is, die een positieve rol zou kunnen spelen in het Joodse leven, maar vond dat enkele noodzakelijke veranderingen nodig waren.  De deelnemers aan de conferentie eisten dat: 

- a) de autoriteiten van Israël moeten de staat behandelen als eigendom van de Joden de wereld;
- b) maar het zou betekenen dat de zaken van de Joodse gemeenschap in Israël ondergeschikt zouden moeten zijn aan die van het wereld-Jodendom.
- c) het beleid van de staat Israël zou hetzelfde zijn voor alle burgers, ongeacht hun nationaliteit.
- d) Israël moet vrede met de Arabieren bevorderen.  Dit vereiste een halt toeroepen aan de territoriale expansie en het oplossen van het Palestijnse vluchtelingenprobleem.
- e) Jiddisch moet bij alle onderwijsinstellingen worden onderwezen en in het openbare leven worden gepromoot.

## Bundistleden van parlementen of regeringen
- Moshe Gutman, lid van de Centrale Raad van Oekraïne in 1917, was minister zonder portefeuille van de kortdurende autonomie van de Wit-Russische Nationale Raad (1917-1918) en de Wit-Russische Volksrepubliek (1918-1919).
- Noah Meisel (1891-1956) lid van Saeima tussen 1922 en 1931 (tweemaal herkozen); Daugavpils gemeenteraadslid
- Moisei Rafes (1883-1942), lid van de Russische Grondwetgevende Vergadering van 1917[3] en ook van de Centrale Raad van Oekraïne; lid, als Algemene controleur, van het secretariaat-generaal van Oekraïne (het hoofdbestuurlijke lichaam van de Oekraïense Volksrepubliek van 28 juni 1917 tot en met 22 januari 1918).[4]
- Aleksandr Zolotarev, opvolger van Moisei Rafes
- Szmul Zygielbojm (1895-1943), lid van de Nationale Raad van de Poolse regering in ballingschap (maart 1942 tot zijn zelfmoord in mei 1943)
- Emanuel Scherer, lid van de Nationale Raad van de Poolse regering in ballingschap na de zelfmoord van Szmul Zygielbojm ; secretaris-generaal van de Internationale Joodse Arbeidsbond (1961-1977)
- Michal Shuldenfrei, lid van de Sejm in 1947-1948